# Vhembelacerta rupicola
Vhembelacerta rupicola is een hagedis uit de familie echte hagedissen (Lacertidae).

## Naam en indeling
De wetenschappelijke naam van de groep werd voor het eerst voorgesteld door Vivian Frederick Maynard FitzSimons in 1933. Oorspronkelijk werd de naam Lacerta rupicola gebruikt. De soort behoorde lange tijd tot de geslachten Lacerta en Australolacerta, waardoor de verouderde wetenschappelijke naam in de literatuur wordt gebruikt. In 2013 werd de soort door Shelley Edwards, William Roy Branch, Anthony Herrel, Bieke Vanhooydonck, G. John Measey & Krystal A. Tolley in het geslacht Vhembelacerta geplaatst. de enige soort uit het monotypische geslacht Vhembelacerta.
De wetenschappelijke geslachtsnaam Vhembelacerta betekent vrij vertaald 'hagedis van Vhembe'; Vhembe is een district in Zuid-Afrika en Lacerta betekent hagedis.

## Uiterlijke kenmerken
De hagedis bereikt een totale lichaamslengte van tien tot twaalf centimeter inclusief staart. De lichaamslengte zonder staart is ongeveer vier tot vijf cm. Het lichaam is duidelijk afgeplat. De lichaamskleur is donkerbruin, met gele tot roodbruine lengtestrepen aan de bovenzijde. De onderzijde van de flanken is grijs met ronde lichtere tot gele vlekken. De poten hebben dezelfde kleur. Op het midden van het lichaam zijn ongeveer 36 rijen schubben in de lengte aanwezig.

## Levenswijze

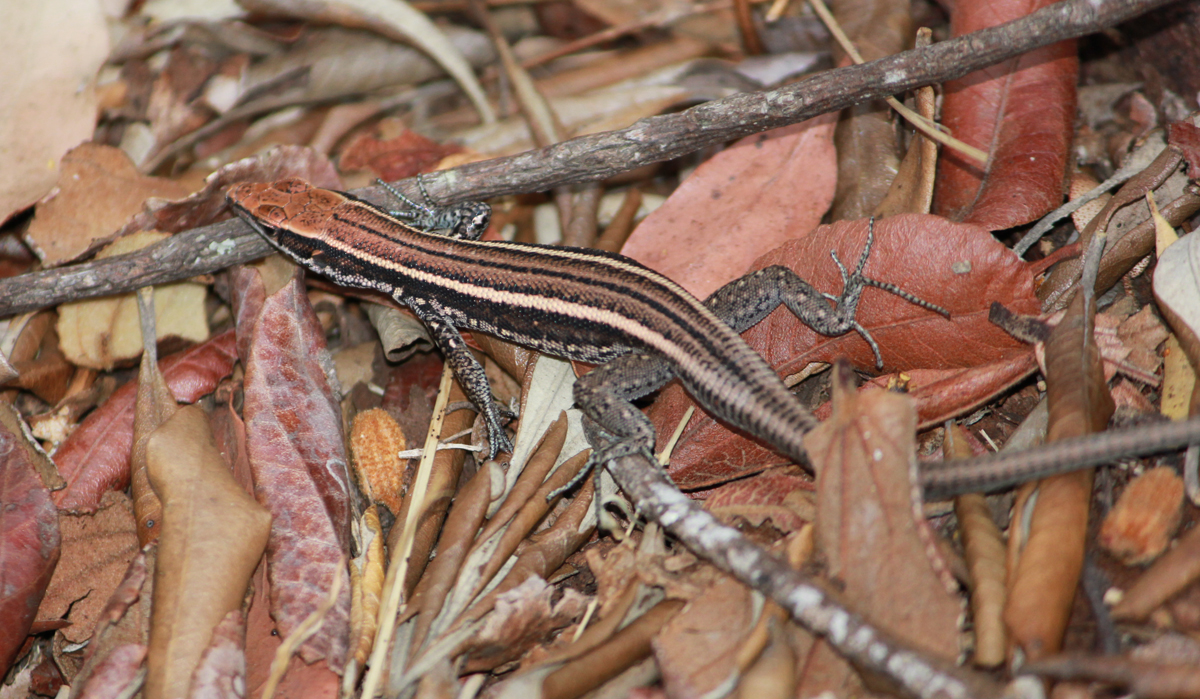
De hagedis jaagt in de strooisellaag.

Vhembelacerta rupicola is een bodembewoner die naar voedsel zoekt in de strooisellaag. 's Nachts wordt geschuild onder stenen. De vrouwtjes zetten eieren af onder stenen, dit zijn er drie tot vier per legsel. Hiertoe worden altijd door de zon beschenen stenen uitgekozen. De hagedis neemt graag een zonnebad, en is afhankelijk van zonnewarmte gedurende de koelere droge periode van het jaar.

## Verspreiding en habitat
Vhembelacerta rupicola komt voor in delen van Afrika en is endemisch in Zuid-Afrika. De hagedis is alleen te vinden rond de Soutpansberg in noordelijk Limpopo. De soort is aangetroffen op een hoogte van ongeveer 800 tot 1600 meter boven zeeniveau. De habitat bestaat uit drogere gebieden zoals grasland en savanne.

## Beschermingsstatus
Door de internationale natuurbeschermingsorganisatie IUCN is de beschermingsstatus 'veilig' toegewezen (Least Concern of LC).